# Karl Wilhelm Wach
Karl Wilhelm Wach (Berlino, 11 settembre 1787 – Berlino, 24 novembre 1845) è stato un pittore tedesco.
Allievo a Berlino di Carl Kretschmar dal 1797 al 1804, poi frequentò a Parigi, dal 1815 al 1817, l'atelier di Jacques-Louis David. Dal 1817 al 1819 fu a Roma, dove studiò l'opera di Raffaello. 
Tornato a Berlino fu insegnante presso la locale Accademia. Dipinse ritratti e soprattutto
composizioni, talvolta religiose, ispirandosi a Raffaello, Giulio Romano, Andrea del Sarto.

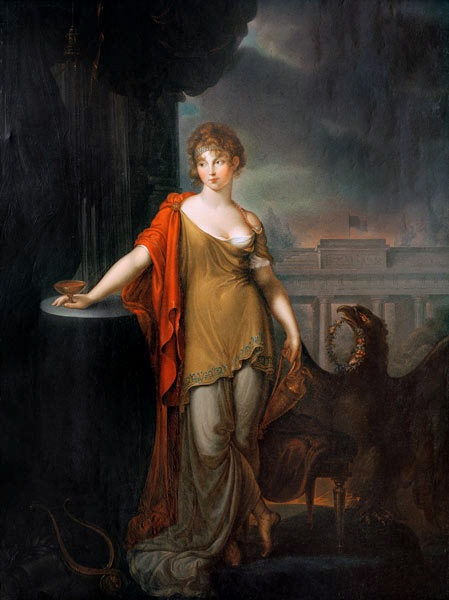
Luisa di Meclemburgo-Strelitz, Regina di Prussia